# Юлиян Куртелов
Юлиан Куртелов е български футболист, нападател.
Висок е 177 см, тежи 74 килограма.

## Биография
Роден е на 19 май 1988 г. в град София, в школата на ЦСКА е от 2003 г. (наставник по това време на набор '88 е Александър Йорданов).
През 2005 година, когато Куртелов е на 17 години бива забелязан от наставник на ЦСКА по това време Миодраг Йешич, който го взима в първия състав като един от най-талантливите футболисти в червената школа. Куртелов е трикратен Републикански шампион на страната с ПФК ЦСКА (София).
Носител на Купата на България с отбора на ЦСКА (София) за 2006 г.
След назначаването за старши треньор на тима на Пламен Марков, Юлиан Куртелов е върнат в ДЮШ на ЦСКА София, въпреки това специалистът от Севлиево дава възможност на талантливия нападател за изява в контролна среща срещу тима на Видима-Раковски, където Куртелов заедно с още две момчета от школата на червените, Михаил Александров и Николай Чипев, оставят страхотни впечатления с играта си.
Взима участие в квалификации на юношеските национални отбори на България до 17, до 19 и до 21 години. За всички юношески гарнитури на България изиграва 16 мача, в които реализира 7 гола.